# Robert Lighthizer
Robert Lighthizer (anglès: Robert Emmet Lighthizer)  (Ashtabula, 11 d'octubre de 1947) és un advocat i alt càrrec governamental nord-americà que va exercir com a Representant de Comerç dels Estats Units (Office of the United States Trade Representative, USTR) durant la primera presidència de Donald Trump, entre 2017 i 2021.
Es va graduar en Dret per la Universitat de Georgetown el 1973 i va començar la seva carrera a Covington & Burling abans de treballar com a cap de personal i assessor del Comitè de Finances del Senat sota el lideratge de Bob Dole. Durant l’administració de Ronald Reagan, el 1983 va ser nomenat Subrepresentant de Comerç dels EUA, negociant múltiples acords comercials bilaterals.
Després, va exercir durant més de 30 anys com a soci al bufet Skadden, especialitzant-se en dret comercial internacional. Com a USTR amb Trump, va liderar polítiques proteccionistes per protegir la manufactura nord-americana, renegociant el Tractat de Lliure Comerç de l'Amèrica del Nord (TLCAN), convertit en l’Acord EUA-Mèxic-Canadà, i gestionant la guerra comercial amb la Xina. També va defensar els aranzels com a eina per reforçar la indústria nacional i va criticar les pràctiques comercials de la Xina.
És conegut pel seu enfocament esceptic respecte al lliure comerç i la reforma del sistema comercial multilateral. Resideix a Florida, té dos fills i és germà d’un expert en la Guerra Civil nord-americana.